# 派桑杜省
派桑杜省（西班牙語：Departamento de Paysandú）為南美國家烏拉圭十九省之一省，位於烏拉圭西部，該省省会為派桑杜。